# Stick It to the Man!
Stick It to the Man! est un jeu vidéo de plates-formes-réflexion développé par Zoink et édité par Ripstone, sorti en 2013 sur Windows, Mac OS, PlayStation 3, PlayStation 4, PlayStation Vita, Wii U, Xbox One et Nintendo Switch.
Le nom vient d'une expression anglaise, exprimant l'opposition à une figure d'autorité. Il y a également un jeu de mots sur l'utilisation d'autocollants dans le jeu.

## Système de jeu
Il s'agit d'un jeu d'aventure en deux dimensions. Le personnage principal peut se déplacer à pied, ou utiliser les épingles du décor, à l'aide d'un bras qui lui sort de la tête. Il a également la capacité de lire les pensées des personnes qu'il croise.

Le jeu emprunte des mécaniques aux jeux de type pointer-et-cliquer. En effet, pour résoudre des énigmes, le joueur doit coller (stick en anglais) ou décoller des autocollants dans le décor ou les bulles qui peuvent apparaître lors d'un dialogue avec un personnage, ou lorsqu'on lit ses pensées. Certaines phases de jeu demandent également d'éviter des gardes ennemis, qui nous poursuivent si on rentre dans leur champ de vision.

## Accueil
- Canard PC : 7/10[1]
- IGN : 8,6/10[2]
- Jeuxvideo.com : 18/20[3]